# Szurpiły (jezioro)
Szurpiły – jezioro typu leszczowego na Pojezierzu Wschodniosuwalskim. Po jeziorze Hańcza drugie najgłębsze i drugie pod względem wielkości jezioro Suwalskiego Parku Krajobrazowego. Wchodzi ono w skład tzw. grupy jezior szurpilskich, do której zalicza się ponadto Jegłówek, Jegłóweczek, Kluczysko.

## Etymologia
Nazwa jeziora pochodzi od istniejącego na przesmyku przy jeziorze średniowiecznego grodziska (lit. szurpus – straszny, pile – gród).

## Opis
Jezioro Szurpiły położone jest na północno-wschodnim krańcu Polski, na Pojezierzu Litewskim, w mezoregionie Pojezierza Wschodniosuwalskiego. Jezioro o nieregularnym kształcie i różnorodnej konfiguracji otaczającego go terenu o wyniosłych garbach morenowych oraz wzgórzach kemowych, których stoki opadają ku brzegom. Jest to największy akwen w grupie czterech jezior szurpilskich. Znajduje się w obszarze Suwalskiego Parku Krajobrazowego.
Jezioro przepływowe, zasilane przez wiele drobnych cieków. Od strony północno-wschodniej wypływa z jeziora strumień Szurpiłówka, odprowadzający wodę do jeziora Kopanego, a dalej do Szeszupy. Zlewnia jeziora (11,14 km²) stanowi część zlewni Niemna. Stok jeziorny stromy, litoral wąski. W środkowej części jeziora znajduje się wyspa o nazwie Pustelnia. Porastają ją drzewa liściaste.
Genetycznie jest to przykład jeziora morenowego, zaporowo-wytopiskowego, powstałego w obrębie form marginalnych w wyniku wytopienia brył martwego lodu. Linia brzegowa jest dobrze rozwinięta i wyróżnić można cztery części jeziora: północno-wschodnią – najgłębszą (46,8 m), środkową – płytszą, oddzieloną od poprzedniej wyspą, oraz dwa plosa: zachodnią zatokę Targowisko i północno-zachodnią zatokę Jodel (lit. judis – czarne), leżącą u podnóża Góry Zamkowej. Brzegi zbiornika wodnego są na ogół dosyć strome, a dno w części profundalnej jest urozmaicone.
Osady jeziorne cechuje regularne warstwowanie (jedno z nielicznych jezior na niżu, w których rozpoznano niezaburzone warwy). Dominującym osadem jest gytia węglanowa i organiczno-węglanowa, często z domieszką materiału mineralnego. W profilu występują również przewarstwienia piaszczyste. W litoralu dno jest piaszczyste i piaszczysto-żwirowe z licznymi kamieniami.
Jezioro holomiktyczne, eutroficzne, z silnym deficytem tlenowym latem. Fosfor ogólny: 21-27 ug/l, azot ogólny: 0,24-0,28 mg/L, chlorofil „a”: 11-15 ug/L, widzialność krążka Secchiego: 3 m średnio.

## Biocenoza
W jeziorze występuje trzcina (Phragmites australis), tworząca wąski pas trzcinowisk wzdłuż brzegów, oraz towarzyszące makrofity zanurzone. Występuje w nim troć jeziorna łowiona w okresie wiosennym. Gatunki ryb najczęściej występujących to: leszcz, płoć, szczupak, okoń europejski, sieja pospolita.

## Historia i legendy
Na Górze Zamkowej wznoszącej się nad jeziorem znajdują się pozostałości (trzy pierścienie wałów obronnych) średniowiecznego grodziska jaćwieskiego, istniejącego od IX do XIV w. Grodzisko nie było trwale zamieszkane, służyło jako schronienie na wypadek zagrożenia najazdem.
Z jeziorem związana jest legenda: w jego głębinach mieszkać miał litewski bóg wód Žaltys. Zakochał się on z wzajemnością w Jegli, córce mieszkającego nad brzegiem jeziora bartnika. Przybrawszy postać węża poślubił ją, razem zamieszkali w pałacu na dnie jeziora, doczekali się trójki potomstwa. Małżonek nie zyskał sympatii braci Jegli. Gdy Jegla stęskniona za rodzicami udała się w odwiedziny, bracia wywabili podstępem Žaltisa z wody i zamordowali. Bóg Perunas ukarał ich za to, przemieniając ich w głazy, tkwiące na brzegu jeziora. Rozpaczającą Jeglę bóg przemienił ją w świerk (po litewsku eglė), jej starszego syna w dąb, młodszego w jesion, córkę zaś w osikę.. W litewskiej wersji tej legendy Eglė była córką księcia litewskiego zamieszkującego zamek nad jeziorem.

## Badania
Jezioro Szurpiły jest jednym z kluczowych stanowisk objętych badaniami w ramach projektu NORPOLAR, mającego za zadanie rekonstrukcję zmian klimatycznych w północno-wschodniej Polsce.